# Lisas Opfer
Lisas Opfer ist ein deutsches Stummfilmmelodram aus dem Jahre 1915 von Conrad Wiene mit Aud Egede Nissen in der Hauptrolle.

## Handlung
Auf einem Atelierfest lernt der Künstler Franz Sembach, ein Bildhauer, die junge Lisa von Raven kennen. Beide verlieben sich ineinander, doch da Lisa ihre wüste Mutter kennt, die keinem Abenteuer aus dem Weg geht und schon so manchen Mann ins Verderben gezogen hat, will sie mit Gewalt einen Trennungsstrich zu ihm ziehen. Lisa behauptet, dass sie einen Geliebten hätte. Daraufhin zieht Franz einen Revolver und schießt. Lisa wird schwer verletzt und Franz daraufhin vor Gericht gestellt. 
Franz muss wegen versuchten Totschlags für lange Zeit ins Gefängnis und zieht sich nach seiner Haftentlassung von allem und jedem zurück. Mit der Tochter seines neuen Nachbarn will Sembach einen Neubeginn wagen, und beide heiraten. Doch die alte von Raven lässt nicht locker und versucht erneut, Franz in ihre Fänge zu bekommen. Erneut kommt Lisa ihrer Mutter in die Quere und opfert sich: Als letzten Akt des Widerstands und aus der Trauer heraus um eine verloren gegangene Liebe bringt sie sich selbst um.

## Produktionsnotizen
Lisas Opfer entstand vermutlich im Herbst 1915 und wurde wohl im Dezember desselben Jahres uraufgeführt (belegt ist eine Aufführung in Karlsruhe am 18. Dezember 1915). Der Film besaß eine Länge von etwa 1100 Metern, verteilt auf drei Akte. 

## Kritik
Paimann’s Filmlisten resümierte: „Stoff, Spiel, Photos und Szenerie sehr gut.“